# Joaquim Pijoan i Arbocer
Joaquim Pijoan (Santa Cristina d'Aro, Baix Empordà, 1948) és un pintor i escriptor català.
La seva primera obra publicada consisteix en Somni (1983), Sayonara Barcelona (2007) i Amor a Venècia (2007). Considera la pintura com la seva gran passió, però van ser dos premis literaris a fer-lo conèixer al gran públic: el Documenta (1982) per Somni i, en especial, el Sant Jordi (2006) per Sayonara Barcelona. L'únic material publicat entre les dues dates fou a la Revista de Girona. En 1987 va incorporar-se al grup Salt al buit, amb Carles Piqueras, Antoni Cerdan i Pere Vilaldama, que va fer diverses exposicions a finals de la dècada de 1980.
Des de 2015 forma part del projecte De Capçalera, que té l'objectiu de potenciar el vincle existent entre els escriptors catalans (amb un prestigi i una trajectòria consolidats) i les biblioteques públiques catalanes per tal d'establir col·laboracions més estretes entre ambdós. Pijoan es vincula a la Biblioteca Baldiri i Reixac de la seva població natal, Santa Cristina d'Aro.

## Obra publicada

### Narrativa
- 1983 — Somni. Edicions 62
- 2007 — Sayonara Barcelona. Ed. Proa
- 2007 — Diari del pintor JP.Publicacions de l'Abadia de Montserrat
- 2008 — L'amor a Venècia. Ara LLibres SCCL.
- 2011 — Salou 6 pre-textos VII. Ajuntament de Salou.
- 2012 — Serrans i jurioles - 21 retrats guixolencs. Amb Carles Piqueras i Medina. Estudi Xarnach
- 2016 — Tempus fugit. Editorial Gregal
- 2018 — El jardí de les delícies. Editorial Gregal
- 2022 — Retrat del jove Skizo. Lapislàtzuli Editorial

### Traduccions
- 2008 — La remor de les onades.Ara Llibres,S.L. Traducció del japonès al català de Ko Tazawa amb la col·laboració de Joaquim Pijoan
- 2011 — El temple del pavelló daurat.Ara LLibres SCCL. Traducció del japonès al català de Ko Tazawa amb la col·laboració de Joaquim Pijoan
- 2015 — A veure qui és més alt. Midori, una petita geisha. Lapislàtzuli Editorial. Traducció del japonès al català de Ko Tazawa amb la col·laboració de Joaquim Pijoan
- 2015 — Harakiri. El cas de la família Abe. Lapislàtzuli Editorial. Traducció del japonès al català de Ko Tazawa amb la col·laboració de Joaquim Pijoan

## Sayonara Barcelona
Sayonara Barcelona, la segona novel·la de l'escriptor i artista baixempordanès publicada el 2007. Va rebre el Premi Sant Jordi d'Òmnium Cultural el 2006.

### Argument
Abraham és un pintor que va marxar de Barcelona fa vint-i-cinc anys sense avisar ningú, deixant molta gent penjada, sobretot una noia embarassada, i ara torna del Japó, on ha viscut, a acomiadar-se de la ciutat i del seu passat per no tornar-hi mai més. Abraham comprèn en aquest viatge que tot ha canviat massa, fins i tot ell, completament lligat a la cultura japonesa i no pas a l'occidental, els seus amics i sobretot la ciutat, que s'ha convertit en un parc temàtic on és difícil sentir algú parlar en català.
El més interessant de tot és com està escrita la novel·la, en principi amb un narrador en tercera persona que observa els seus personatges, els observa de tal manera que fins i tot el podem trobar com un personatge més dins la novel·la, com un detectiu privat que els segueix i en un moment donat ens explica el perquè d'haver escrit el que es llegeix. També ens trobem amb passatges en primera persona amb els personatges narrant els seus punts de vista. Aquests efectes donen gran polifonia a la novel·la i és un recurs de gran interès.